# Stenostomum apiculatum
Stenostomum apiculatum là một loài thực vật có hoa trong họ Thiến thảo. Loài này được Britton & Standl. miêu tả khoa học đầu tiên năm 1923.